# 家近良樹
家近 良樹（いえちか よしき、 1950年（昭和25年）3月 -  ）は、日本の歴史学者。大阪経済大学経済学部教授。専門は日本近代政治史、特に幕末史。

## 略歴
大分県出身。1973年（昭和48年）に同志社大学文学部を卒業し、1982年（昭和57年）に同大学院文学研究科博士課程文化史学専攻を修了（単位取得満期退学）。1997年「幕末政治と倒幕運動」で中央大学より博士（史学）の学位を取得。大阪経済大学講師、助教授を経て、大阪経済大学経済学部教授。

## 一会桑政権
幕末期の政治状況は従来の薩長と幕府との対立というだけでは説明できないとして、家近は「一会桑政権」と呼ばれる歴史概念を主張している。「一会桑」とはそれぞれ「一」＝一橋慶喜、「会」＝会津藩主・松平容保、「桑」＝桑名藩主・松平定敬のことをさす。従来の薩長史観では見過ごされがちだが、この三者が幕末において果たした役割の再評価を主張している。

## 著作

### 単著
- 『幕末政治と倒幕運動』吉川弘文館、1995年。ISBN 4-642-03324-6。オンデマンド版、2013年
- 『浦上キリシタン流配事件　キリスト教解禁への道』吉川弘文館〈歴史文化ライブラリー〉、1998年。ISBN 4-642-05434-0。 - 文献あり。
- 『孝明天皇と「一会桑」　幕末・維新の新視点』文藝春秋〈文春新書〉、2002年。ISBN 4-16-660221-7。 - 文献あり。
  - 『江戸幕府崩壊　孝明天皇と「一会桑」』 講談社学術文庫、2014年
- 『徳川慶喜』吉川弘文館〈幕末維新の個性 1〉、2004年。ISBN 4-642-06281-5。 - 文献あり。
- 『その後の慶喜　大正まで生きた将軍』講談社選書メチエ、2005年。ISBN 4-06-258320-8。 - 文献あり。
  - 『その後の慶喜　大正まで生きた将軍』 筑摩書房〈ちくま文庫〉、2017年
- 『幕末の朝廷　若き孝明帝と鷹司関白』中央公論新社〈中公叢書〉、2007年。ISBN 978-4-12-003883-9。 - 年表あり。
- 『西郷隆盛と幕末維新の政局　体調不良問題から見た薩長同盟・征韓論政変』ミネルヴァ書房〈大阪経済大学日本経済史研究所研究叢書〉、2011年。ISBN 978-4-623-06006-1。
- 『徳川慶喜』吉川弘文館〈人物叢書〉、2014年
- 『老いと病でみる幕末維新　人はどのように生きてきたか』人文書院、2014年
- 『ある豪農一家の近代―幕末・明治・大正を生きた杉田家』講談社選書メチエ、2015年
- 『西郷隆盛　人を相手にせず、天を相手にせよ』 ミネルヴァ書房〈日本評伝選〉、2017年
- 『西郷隆盛 維新150年目の真実』NHK出版新書、2017年
- 『歴史を知る楽しみ　史料から日本史を読みなおす』ちくまプリマー新書、2018年
- 『酔鯨山内容堂の軌跡　土佐から見た幕末史』講談社現代新書、2021年

### 編著
- 家近良樹 編 編『稽徴録（ケイチョウロク）　京都守護職時代の会津藩史料』思文閣出版〈大阪経済大学日本経済史研究所史料叢書 第3冊〉、1999年3月。ISBN 4-7842-0994-8。
- 家近良樹 編 編『幕政改革』吉川弘文館〈幕末維新論集3〉、2001年2月1日。ISBN 4-642-03723-3。
- 家近良樹 編 編『もうひとつの明治維新　幕末史の再検討』有志舎〈大阪経済大学日本経済史研究所研究叢書 第16冊〉、2006年10月。ISBN 4-903426-05-X。
- 家近良樹・飯塚一幸共編 編『杉田定一関係文書史料集』 第1巻、大阪経済大学日本経済史研究所〈大阪経済大学日本経済史研究所史料叢書 第8冊〉、2010年3月。
- 家近良樹・飯塚一幸共編 編『杉田定一関係文書史料集』 第2巻、大阪経済大学日本経済史研究所〈大阪経済大学日本経済史研究所史料叢書 第9冊〉、2013年3月。

### 共著
- 家近良樹 著「幕末史再考―ペリー来航は何故瞬時に大騒動となったのか―」、徳永光俊・本多三郎編 編『経済史再考　日本経済史研究所開所70周年記念論文集』大阪経済大学日本経済史研究所(出版) 思文閣出版(製作・発売)、2003年5月。ISBN 4-7842-1153-5。

### 解説
- 家近良樹 著「解説」、原口清著作集編集委員会 編 編『王政復古への道』原口清、岩田書院〈原口清著作集2〉、2007年9月。ISBN 978-4-87294-477-8。

## 出演
- 英雄たちの選択スペシャル「決戦！西南戦争　ラストサムライ　西郷隆盛の真実」（2018年11月29日、NHK BSP）[1]